# Bo Møhl
Bo Møhl (født 17. juli 1953 i København) er en dansk psykolog. Han er cand.mag i dansk og pædogogik fra Københavns Universitet i 1981 og cand.psych. fra Københavns Universitet i 1982. Han blev professor i klinisk psykologi ved Aalborg Universitet i 2012. Bo Møhl har endvidere været ledende psykolog ved Psykiatrisk Afdeling på Rigshospitalet. Bo Møhl er bl.a. medredaktør af Grundbog i psykiatri (2010) samt forfatter til Selvskade - psykologi og behandling (2015). Han er pr. 2023 professor emeritus ved Institut for Kommunikation og Psykologi ved Aalborg Universitet.

## Publikationer
Bo Møhl har over 200 publikationer, herunder 4 bøger:
- Møhl, B. (2006). At skære smerten bort - en bog om cutting og anden selvskadende adfærd. Psykiatrifondens Forlag.[4]
- Møhl, B. (2015). Selvskade - psykologi og behandling. Hans Reitzels Forlag.[5]
- Møhl, B. (2020). Assessment and Treatment of Non-Suicidal Self-Injury: A Clinical Perspective. Routledge.[6]
- Møhl, B. & Rubæk, L. (2020). FAQ om selvskade. Hans Reitzels Forlag.[7]

Derudover har Bo Møhl redigeret flere bøger, herunder:
- Graugaard, C., Giraldi, A. & Møhl, B. (red.). (2019). Sexologi - faglige perspektiver på seksualitet. Munksgaard.[8]
- Graugaard, C., Møhl, B. & Hertoft, P. (red.). (2006). Krop, sygdom og seksualitet. Hans Reitzels Forlag.[9]
- Kjølbye, M. & Møhl, B. (red.). (2013). Psykoterapiens ABC. Psykiatrifondens Forlag.[10]
- Simonsen, E. & Møhl, B. (red.). (2017). Grundbog i psykiatri (2. udgave). Hans Reitzels Forlag.[11]